# Кроново (Ольштинський повіт)
Кроново (пол. Kronowo, нім. Cronau) — село в Польщі, у гміні Барчево Ольштинського повіту Вармінсько-Мазурського воєводства.
Населення — 437 осіб (2011).
У 1975-1998 роках село належало до Ольштинського воєводства.

## Демографія
Демографічна структура станом на 31 березня 2011 року:
|          | Загалом | Допрацездатний вік | Працездатний вік | Постпрацездатний вік |
| -------- | ------- | ------------------ | ---------------- | -------------------- |
| Чоловіки | 236     | 52                 | 168              | 16                   |
| Жінки    | 201     | 47                 | 120              | 34                   |
| Разом    | 437     | 99                 | 288              | 50                   |